# Kaplica św. Jerzego w Gredelach
Kaplica pod wezwaniem św. Jerzego – prawosławna kaplica (czasownia) filialna w Gredelach. Należy do parafii św. Proroka Eliasza w Podbielu, w dekanacie Bielsk Podlaski diecezji warszawsko-bielskiej Polskiego Autokefalicznego Kościoła Prawosławnego.
Kaplica znajduje się w sąsiedztwie otoczonego kultem źródełka w pobliżu wsi Gredele.

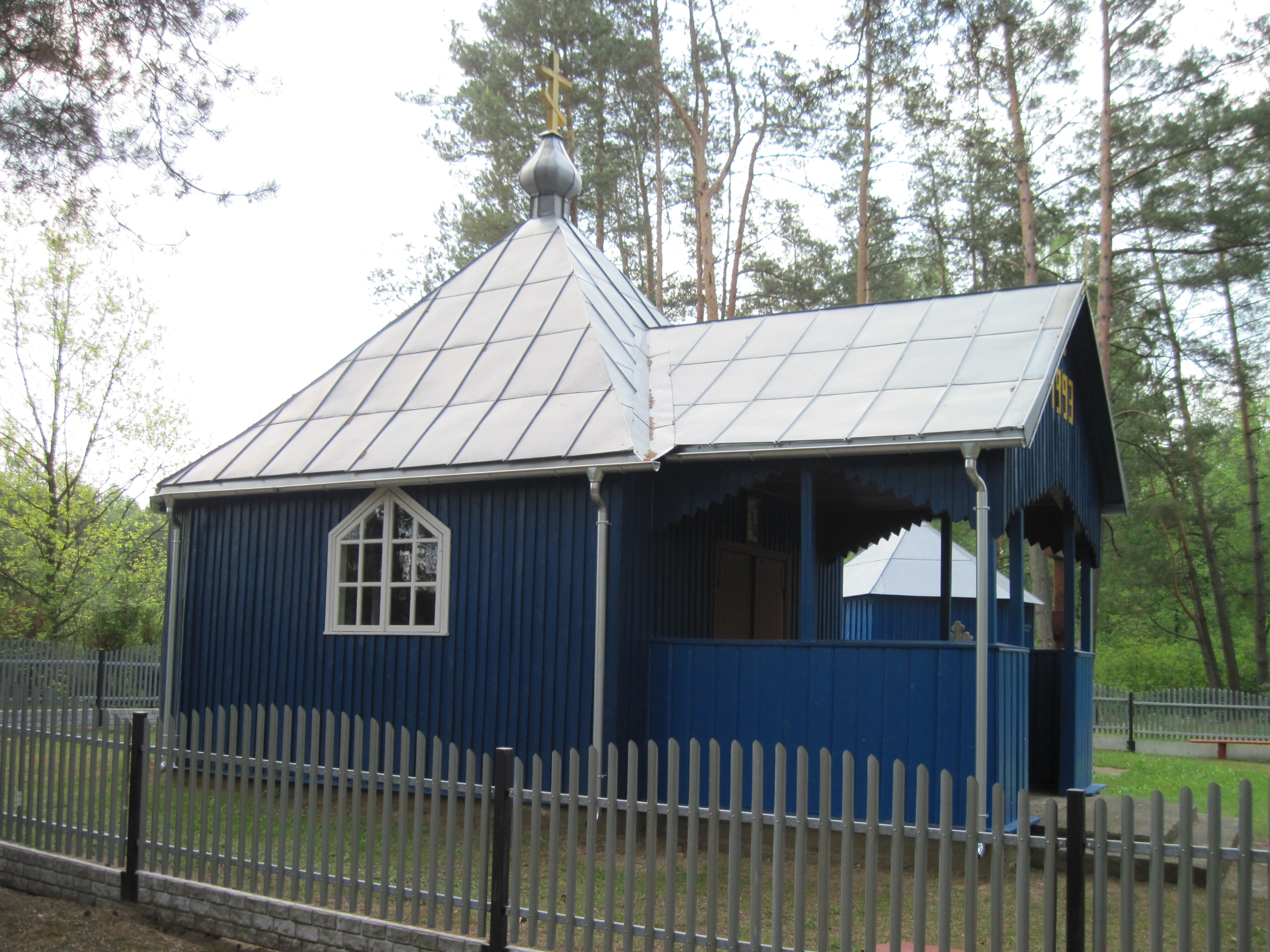
Kaplica z boku

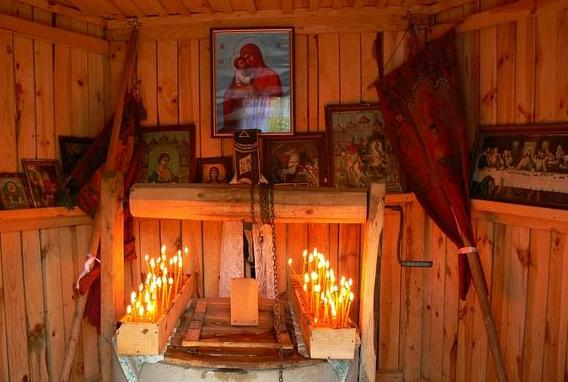
Wnętrze kaplicy

Według podania, w okresie międzywojennym mieszkaniec Gredel imieniem Gabriel został cudownie uzdrowiony po tym, gdy obmył się wodą ze wskazanego mu we śnie źródła. W podzięce za cud przykrył źródło, zwane Krynoczką, deskami i ustawił przy nim krzyż. Wiadomość o zdarzeniu szybko się rozeszła i źródło stało się celem pielgrzymek. Przybywający do niego ustawiali swoje krzyże obok pierwszego, wzniesionego przez Gabriela. W latach 1947–1948 z oddolnej inicjatywy mieszkańcy Gredel założyli przy źródełku cembrowinę i rozszerzyli je, zaś obok miejsca wypływu wody ustawili kapliczkę pamiątkową. W dzień wspomnienia św. Jerzego w 1954 w Gredelach po raz pierwszy odprawiono nabożeństwo. W 1993 obok starej kapliczki ustawiona została nowa, większa, również z drewna. Jest to kapliczka z gankiem, zwieńczona niewielką kopułą z krzyżem. Nabożeństwa są w niej odprawiane w dni wspomnienia Świętej Trójcy, św. Eliasza i Kazańskiej Ikony Matki Bożej.